# Krašić
Krašić je vesnice a správní středisko stejnojmenné opčiny v Chorvatsku v Záhřebské župě. Nachází se u břehu řeky Kupčiny, asi 13 km západně od Jastrebarska a asi 50 km jihozápadně od centra Záhřebu. V roce 2011 žilo v Krašići 616 obyvatel, v celé opčině pak 2 640 obyvatel.
Součástí opčiny je celkem 32 trvale obydlených vesnic.
- Barovka – 18 obyvatel
- Begovo Brdo Žumberačko – 13 obyvatel
- Brezarić – 270 obyvatel
- Brlenić – 195 obyvatel
- Bukovica Prekriška – 33 obyvatel
- Careva Draga – 5 obyvatel
- Čunkova Draga – 24 obyvatel
- Dol – 174 obyvatel
- Donje Prekrižje – 48 obyvatel
- Gornje Prekrižje – 50 obyvatel
- Hrženik – 106 obyvatel
- Hutin – 102 obyvatel
- Jezerine – 32 obyvatel
- Konjarić Vrh – 18 obyvatel
- Kostel Pribićki – 50 obyvatel
- Krašić – 616 obyvatel
- Krupače – 54 obyvatel
- Kučer – 32 obyvatel
- Kurpezova Gorica – 9 obyvatel
- Medven Draga – 31 obyvatel
- Mirkopolje – 93 obyvatel
- Pećno – 10 obyvatel
- Pribić – 262 obyvatel
- Pribić Crkveni – 173 obyvatel
- Prvinci – 8 obyvatel
- Radina Gorica – 17 obyvatel
- Rude Pribićke – 19 obyvatel
- Staničići Žumberački – 2 obyvatelé
- Strmac Pribićki – 111 obyvatel
- Svrževo – 28 obyvatel
- Vranjak Žumberački – 3 obyvatelé

Nachází se zde i zaniklá vesnice Čučići.